# David Carnegie den äldre
David Carnegie den äldre, född 8 februari 1772 på Charleton i Skottland, död 10 januari 1837 i Göteborg, var en skotsk-svensk industriman som grundade D. Carnegie & Co i Göteborg.

## Biografi
Carnegie kom till Göteborg från Skottland 1786 och kom att spela en mycket framträdande roll i Göteborgs ekonomiska liv under 1800-talet. Redan vid 14 års ålder startade hans utbildning i handelsyrket hos en av faderns affärsvänner, Thomas Erskine vilken tillsammans med John Hall d.ä. ägde firman John Hall & Erskine. Sedan Erskine 1798 hade återvänt till Skottland, stannade David Carnegie kvar hos John Hall. År 1801 fick David Carnegie d.ä. burskap som handelsman. När John Hall d.ä. avled 1802, var Carnegie alltjämt i tjänst hos honom, men året därpå övertog han i stället tillsammans med Jan Lamberg den Mitchellska firman, då David Mitchell hade avlidit 1803.
Genom äktenskap blev han befryndad med flera av de betydande handelshusen och hans firma, D. Carnegie & Co., växte ut till en av stadens viktigare handelshus och järn- och träexportörer och importörer av kolonialvaror.
David Carnegie d.ä. gifte sig 1801 med Anna Christina (Stina) Beckman (1778-1840), dotter till den förmögne grosshandlaren Hans Jacob Beckman. Deras dotter Susan Mary Ann (1819-1859) gifte sig med sin kusin David Carnegie d.y., brorson till David Carnegie d.ä.
Vid sin död efterlämnade David Carnegie d.ä. en stor förmögenhet, bland annat ett hus vid Västra Hamngatan 3, som stod upptaget till 30 500 riksdaler banco. Han ägde även en hamn i Masthugget, flera skepp, järnbruk, kvarnar och sågar samt egendomen Fräntorps säteri i Örgryte. Detta blev grunden för vad som idag är Carnegie Investment Bank.